# Lossy-Formangueires
Lossy-Formangueires (toponimo francese) è stato un comune svizzero del Canton Friburgo, nel distretto della Sarine.

## Storia
Il comune di Lossy-Formangueires è stato istituito il 1º gennaio 1982 con la fusione dei comuni soppressi di Formangueires e Lossy, capoluogo comunale; il 1º gennaio 2004 è stato accorpato agli altri comuni soppressi di Cormagens e La Corbaz per formare il nuovo comune di La Sonnaz.

## Società

### Evoluzione demografica
L'evoluzione demografica è riportata nella seguente tabella:
Abitanti censiti